# Xmàkovo (Vagraixí)
|  | Per a altres significats, vegeu «Xmàkovo». |

Xmàkovo (en rus: Шмаково) és un poble de l'óblast de Kurgan, a Rússia, que en el cens del 2010 tenia 233 habitants. Hi ha quatre carrers.